# Batalla de Ameixial
La batalla de Ameixial, también conocida como batalla de Estremoz o batalla de Évora, tuvo lugar el 8 de junio de 1663 cerca del pueblo de Santa Vitória do Ameixial, aproximadamente a 10 km al noroeste de Estremoz, entre los ejércitos de España y Portugal, enmarcada en el contexto de la Guerra de Restauración portuguesa.

## Historia
En la primavera de 1663 la corona de los Habsburgos españoles había emprendido su ataque más acertado desde el comienzo de la guerra.
Al mando de Juan José de Austria, hijo natural de Felipe IV, las fuerzas españolas, con un total de 26 000 hombres en su mayoría constituidas por soldados castellanos, italianos y alemanes, invadieron la mayor parte del sur de Portugal. La importante ciudad de Évora, la segunda del reino, fue tomada el 22 de mayo, abriendo perspectivas para en marzo caer sobre Lisboa, 135 km al oeste. Pero la carencia de municiones, provocada por la presencia de fuerzas portuguesas en los flancos del ejército resultó en problemas que condicionaron al ejército de los Habsburgos. Los portugueses consiguieron reunir un ejército de 20 000 hombres, entre regulares y milicias, con el que hacer frente a las tropas de Felipe IV. El ejército portugués cortaba la retirada al español, que tenía que abandonar Évora para tratar de buscar alimento; la escasez de este hizo que los soldados solo recibiesen las raciones mediadas. Para entonces, solo contaba con alimento para cuatro días. Para tratar de aprovisionarse, don Juan José decidió marchar a Arronches, al norte de Elvas. Optó por salir de Évora y colocar su ejército en una posición estratégica al noreste de Évora y esperar el enemigo dejando una guarnición de tres mil setecientos hombres en la ciudad. Para aligerar la marcha, dejó la artillería pesada en la plaza que abandonaba, así como numerosas carretas.
El ejército portugués fue reforzado por un cuerpo de tropas inglesas (1900 hombres) y puesto al mando del mariscal francés, el duque Federico de Schomberg y del jefe supremo, el conde de Vila-Flor. Durante dos días, el ejército portugués siguió al español en su marcha hacia Arronches. Arriesgándose a perder las únicas fuerzas que protegían la capital, los portugueses decidieron acometer a los españoles en una estrechura de la sierra. El choque comenzó a primera hora de la mañana del 8 de junio, y concluyó con la victoria portuguesa.
El 8 de junio, el ataque portugués rompe las posiciones españolas siendo crucial la experiencia del duque de Schomberg.
Las pérdidas de las fuerzas de Juan José de Austria, entre castellanos, italianos e alemanes fueron superiores a 10 000 hombres (más de 4000 muertos, miles de heridos y más de 6000 prisioneros), obligando al ejército a retirarse a Badajoz. Una fuente española de la época se refiere a 6000 prisioneros y 8000 muertos, pero probablemente este último número se refiere al total de muertos y heridos. Las pérdidas portuguesas llegaron a un total de 1500 hombres entre muertos y heridos, las francesas a 300 hombres y las inglesas a 140.
Finalmente la guarnición española de Évora de 3700 hombres capituló el 24 de junio de 1663.
Algunos historiadores consideran que la batalla de Ameixial fue la más decisiva de la Guerra de Restauración Portuguesa (1640-1668).

## Un testimonio de calidad
La doble dimensión histórico-trágica del desastre español fue reconocida en la carta de Juan José de Austria, hijo del rey Felipe IV, vencedor de los franceses en Italia y en la península ibérica, reconquistador de Cataluña y del reino de Nápoles, el «Capitán General de la Conquista del Reino de Portugal»:

Fácilmente creerá Vuestra Majestad  que quisiera antes haber muerto mil veces, que verme obligado á decir a V. M. que sus armas han sido infamemente rotas de los enemigos, con la ignorancia más sin exemplo que jamás há habido (...). Nuestra infanteria ha dejado un exemplo nuevo en las historias (...). Las circunstancias de mi dolor solo se pueden escribir con pedazos del corazón ... lo que me há llegado al alma es hacer la última experiencia de la vileza de nuestra nación y de la infamia com que se há portado lo general de ella, descrédito que no se borrará jamás de la memoria de los tiempos.

## Las pérdidas españolas según los contemporáneos
Carta de un militar español sobreviviente de la batalla de Ameixial:

Estamos aturdidos de una desdicha tan grande. (...) no puedo asegurar a Vuestra Majestad la pérdida de la gente (...). A don Gabriel le mataron el caballo rucio, y un soldado se desmontó y le dio el suyo, y con él la vida porque fue en lo más apretado de la batalla, falta mucha gente particular, sin que hasta ahora se sepa si son muertos o prisioneiros, de los cabos más señalados y sus puestos. Son estos el marqués de Liche [sobrino nieto del Primer Ministro Olivares e hijo primogénito del Primer Ministro Luis de Haro.], preso, y Don Aniello de Guzmán [hirro del valido Conde de Medina de las Torres] y también herido Don Lope de Abrero, muerto (…) Badajoz, y junio, a 16 de 1663 años.

Carta de un ministro a su rey, Felipe IV, en 1663:

Señor (…) Portugal en Évora [batalla de Ameixial o de Estremoz] destruyó la Flor de España, lo mejor de Flandes, lo lucido de Milán, lo escogido de Nápoles y lo granado de Extremadura. Vergonzosamente se retiró S.A [El Príncipe D. Juan José de Austria] dejando ocho millones que costó la empresa, ocho mil muertos, seis mil prisioneros, cuatro mil caballos, veinticuatro piezas de artillería, y lo más lastimoso fue que, de ciento veinte títulos y cabos, no escaparon sino cinco. German, y Don Diego Caballero porqué huyeron, dexando el Estandarte de su Príncipe [trofeo capturado por los portugueses]? (…). El Señor D. Juan de Austria  llevó el mayor número de cabos, que pudo juntar España, el mayor carruage, que pudo unir el poder, y la mayor artillería (...) Todo esto, Señor, nos quedó destruido, vieronse más que mil quinientos caballos, y mil infantes de todo? Si no es afrenta para España el hacer paces con Holanda, siendo herege, revelado, y tirano, y si no desdora, procurar paces con Bretaña; si es conveniencia hacerlas con Francia; por qué no ha de ser licito hacerlas con Portugal?

También en Europa predominaba la percepción de que las pérdidas sufridas por España en la batalla de Ameixial habían destruido su hegemonía europea. Thomas Philipot, un académico inglés de Oxford, escribía en 1664 (un año antes de la gran batalla de Montes Claros):

La grandeza española se ha hundido en la fatal carnicería de esta batalla, y muchos conjeturan sobre si logrará alzarze otra vez.

Hay dos razones que explican pérdidas tan devastadoras. En la fase final de la batalla, los soldados españoles, italianos y alemanes fueron irremediablemente sometidos al fuego cruzado de dos fuentes: por un lado, el ejército portugués victorioso y por el otro, los cuatro miles de prisioneros portugueses de la guarnición de Évora, que se rebelaron y tomaron las armas de muertos y heridos, atacaron la retaguardia hispánica, masacrando a los soldados españoles como venganza por las muchas humillaciones y afrentas sufridas.
Además, la infantería española se vio atascada en el valle debido a los 3000 vagones cargados de plata, oro, joyas y muchos despojos y objetos de valor robados en Portugal; lo que la convirtió en un blanco fácil cuando la infantería portuguesa conquistó las colinas que dominaban el dicho valle. De esta manera la derrota se convirtió en chacina.
Como recordó Robert Stradling, una autoridad mundial en la historia de España:

Las derrotas de Ameixial y de Villaviciosa fueron las más sangrientas jamás sufridas en las guerras de Felipe IV.

Un largo reinado (1621-1665) durante el cual España participó en innumerables batallas como las de Rocroi o Valenciennes, en el transcurso de conflictos como la Guerra de los Treinta años, la Guerra de Cataluña o la guerra de 1656-59 contra Inglaterra.

## El recuento de los cadáveresin loco
En la mañana del día siguiente de la batalla (9 de junio de 1663), la caballería portuguesa del general D. Dinis de Melo e Castro fue a recoger el botín. Después de una ceremonia religiosa de acción de gracias, comenzaron a contabilizar y enterrar a todos los muertos. Fueron sepultados 7033 cadáveres, en total. De ellos alrededor de un millar y medio fueron de portugueses y sus aliados, lo que sitúa el número total de españoles muertos en 5500. Pero este número comprobado in situ, incluye probablemente también a los heridos españoles que murieron después de la batalla debido a las heridas y golpes.